# امیرمحمد آخوندزاده
امیر محمد آخوندزاده (۱۹۷۷ (۴۷–۴۸ سال)) سیاستمدار اهل افغانستان بود. از سوابق سیاسی وی ولایت اروزگان و نیمروز بود.